# Trojka (televizní stanice)

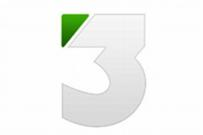
STV3 2008–2011

Trojka byla třetí slovenskou stanicí Slovenské televize, která začala vysílat 8. srpna 2008 a svůj provoz ukončila 1. července 2011. Vysílání kanálu bylo obnoveno 22. prosince 2019 a opět ukončeno 30. listopadu 2022.

## Historie
Televizní kanál oficiálně zahájil vysílání 8. srpna 2008 ve 14.00 v Bratislavě začátkem slavnostního zahájení Letních olympijských her z Pekingu. Televizní kanál vysílá technologií DVB-T a také byl dostupný přes kabelovou televizi a satelit. Dne 1. června 2011 bylo rozhodnutím Rozhlasu a televize Slovenska ukončeno vysílání na kanále z důvodu nedostatku financí na provoz.

### Obnovení vysílání
22. prosince 2019 v 6.00 bylo vysílání STV 3 obnoveno. Tematicky se stanice zaměřovala na diváky starší 60 let a vysílala převážně pořady z archivu. Dne 30. listopadu 2022 došlo k opětovnému ukončení vysílání. Důvodem byly nutné škrty ve financování a změny v managementu RTVS.

## Vysílané pořady (STV)
Z Archivu STV